# جیل گیلبو
جیل گیلبو (انگلیسی: Jill Gilbeau؛ زادهٔ ۲۱ مهٔ ۱۹۸۷) بازیکن فوتبال اهل ایالات متحده آمریکا است.
از باشگاه‌هایی که در آن بازی کرده‌است می‌توان به واشینگتن فریدام اشاره کرد.